# 殷巴爾·拉賓-利伯曼

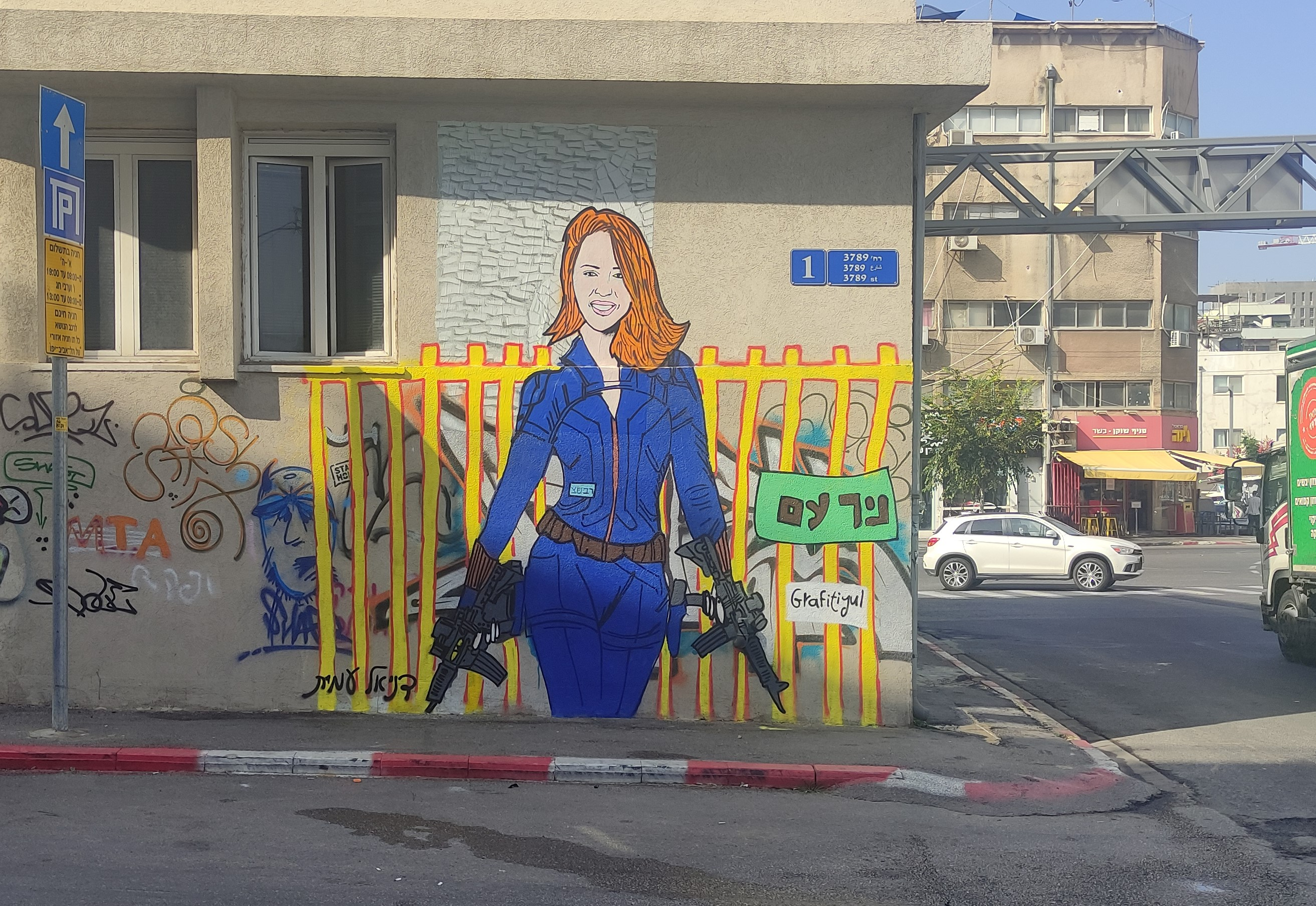
殷巴爾·拉賓-利伯曼的塗鴉，其位於以色列特拉維夫的基里亞特哈米拉查，由藝術家丹尼爾·阿米特和「Grafitiyul」創作。

殷巴爾·拉賓-利伯曼（羅馬化：Inbal Rabin-Lieberman；1998年10月9日—），是一名以色列女性，擔任尼爾阿姆基布茲的安全協調員。由於她的行動，尼爾阿姆是加沙地帶邊境唯一在哈馬斯於2023年10月7日入侵以色列期間沒有遭受傷亡的以色列定居點。

## 早年生活和教育
拉賓-利伯曼於1998年10月9日出生於尼爾阿姆基布茲，並一直在那裏居住。作為典型的以色列猶太女性，拉賓-利伯曼曾在以色列國防軍戰鬥部隊服役。此後，她在女性領袖學校學習。

### 安全協調員
2022年12月，尼爾阿姆基布茲任命拉賓-利伯曼為軍事安全協調員。她的職責包括在危急情況下幫助基布茲居民的安全，直到警察或軍隊的增援抵達。在她被任命之前，該職位由她的叔叔阿米·拉賓擔任。拉賓-利伯曼成為基布茲第一位擔任此職位的女性。其獲任命後，她得到沙阿哈內蓋夫地區委員會主席奧菲爾·利布斯坦的祝賀。

## 以色列—哈馬斯戰爭
2023年10月7日，拉賓-利伯曼在基布茲附近聽到異常聲響。由於火箭襲擊，導致尼爾阿姆的電力中斷。她正確評估威脅的嚴重性，拉賓-利伯曼警告大家不要恢復電力，以防止襲擊者能夠打開基布茲的大門，並迅速向由基布茲居民組成的「快速反應小組」12名成員分發武器，其中包括她的叔叔阿米·拉賓。為此，她在房屋之間穿梭，組織人員在基布茲周邊進行不同的伏擊，並制定保護定居點的計劃。
拉賓-利伯曼和快速反應小組堅守陣地三小時，進行了激烈的火力對抗。襲擊者一直前進到基布茲圍牆。反應小組擊毙了2名襲擊者，重傷第3名。以色列國防軍稍後抵達，清剿了剩下的襲擊者。
基布茲內的每個人都幸免於難。她與其他居民一起撤離尼爾阿姆並住在特拉維夫的一家旅館。10月9日，她慶祝生日，特拉維夫市長羅恩·胡爾代路過祝賀她。